# ماركوس بونيفاسيو دا روشا
ماركوس بونيفاسيو دا روشا (7 مارس 1976 في البرازيل – )؛ هو لاعب كرة قدم سابق كان يلعب كلاعب وسط.

## وصلات خارجية
- ماركوس بونيفاسيو دا روشا على موقع رابطة كرة القدم اليابانية للمحترفين (اليابانية)